# Nederlands kampioenschap schaken 1967
Het Nederlands kampioenschap schaken 1967 werd gehouden van 3 t/m 15 juli 1967 in Zierikzee. In het hoofdtoernooi eindigden Hans Bouwmeester en Hans Ree op gelijke hoogte, waarna Ree in de beslissingsmatch in Den Haag kampioen werd.

## Geschiedenis
Coen Zuidema, Kick Langeweg en Frans Kuijpers hadden zich op basis van hun eindklassering bij het vorige kampioenschap, automatisch geplaatst voor deze editie. Boomgaardt, Rosenthal, Hans Ree, Bakker, Tim Krabbé en Eddie Scholl kwalificeerden zich via voorwedstrijden. De overige drie plekken werden door de plaatsingscommissie toegewezen aan Jan Hein Donner, Hans Bouwmeester en Theo Van Scheltinga. Regerend kampioen Lodewijk Prins kon vanwege een druk werkschema zijn titel niet verdedigen.
Donner werd door de pers getipt als favoriet, terwijl Hans Ree, die nog geen meestertitel had, werd gezien als een mogelijke verrassing.
De locatie was de kantine van de motorenfabriek Smit en Bolnes. Tot op heden is dit het enige Nederlands kampioenschap schaken dat werd gehouden in Zeeland.
In het hoofdtoernooi eindigden Hans Bouwmeester en Hans Ree allebei op 8 punten, waardoor een beslissingsmatch gehouden moest worden om te bepalen wie de nieuwe Nederlands kampioen zou worden.
De beslissingsronde werd gehouden in de week van 30 oktober tot en met 4 november 1967 in het Caltex-gebouw in Den Haag.

## Uitslagen en kruistabel hoofdtoernooi[7]
| #  | Naam                | Score | 1  | 2  | 3  | 4  | 5  | 6  | 7  | 8  | 9  | 10 | 11 | 12 |
| -- | ------------------- | ----- | -- | -- | -- | -- | -- | -- | -- | -- | -- | -- | -- | -- |
| 1  | Hans Bouwmeester    | 8     | -- | ½  | 1  | ½  | 1  | ½  | ½  | ½  | 1  | 1  | ½  | 1  |
| 2  | Hans Ree            | 8     | ½  | -- | ½  | ½  | ½  | 1  | 1  | 0  | 1  | 1  | 1  | 1  |
| 3  | Eddie Scholl        | 7     | 0  | ½  | -- | ½  | 1  | 0  | ½  | 1  | 1  | ½  | 1  | 1  |
| 4  | Jan Hein Donner     | 6½    | ½  | ½  | ½  | -- | 1  | ½  | 1  | ½  | 0  | 1  | 0  | 1  |
| 5  | Frans Kuijpers      | 6½    | 0  | ½  | 0  | 0  | -- | ½  | ½  | 1  | 1  | 1  | 1  | 1  |
| 6  | Kick Langeweg       | 6½    | ½  | 0  | 1  | ½  | ½  | -- | 0  | ½  | 1  | ½  | 1  | 1  |
| 7  | Theo van Scheltinga | 6     | ½  | 0  | ½  | 0  | ½  | 1  | -- | 0  | ½  | 1  | 1  | 1  |
| 8  | Coen Zuidema        | 5½    | ½  | 1  | 0  | ½  | 0  | ½  | 1  | -- | ½  | ½  | 0  | 1  |
| 9  | Michael Rosenthal   | 4     | 0  | 0  | 0  | 1  | 0  | 0  | ½  | ½  | -- | ½  | ½  | 1  |
| 10 | Piet Bakker         | 3½    | 0  | 0  | ½  | 0  | 0  | ½  | 0  | ½  | ½  | -- | 1  | ½  |
| 11 | Tim Krabbé          | 3½    | ½  | 0  | 0  | 1  | 0  | 0  | 0  | 1  | ½  | 0  | -- | ½  |
| 12 | Jan Boomgaardt      | 1     | 0  | 0  | 0  | 0  | 0  | 0  | 0  | 0  | 0  | ½  | ½  | -- |

## Beslissingsmatch
| Naam             | Score | 1 | 2 | 3 | 4 |
| ---------------- | ----- | - | - | - | - |
| Hans Ree         | 2½    | ½ | ½ | 1 | ½ |
| Hans Bouwmeester | 1½    | ½ | ½ | 0 | ½ |